# Franz Adolf Prohaska von Guelfenburg
Barone Franz Adolf Prohaska von Guelfenburg (Písek, 19 maggio 1768 – Vienna, 20 agosto 1862) è stato un militare austriaco.

## Biografia
Figlio di un aristocratico austriaco di origini tirolesi e ungheresi, cugino del conte Ferenc Széchényi e probabilmente padrino di battesimo del conte Ödön Széchenyi.
Ha frequentato l'Accademia Militare di Brno, uscendone con il grado di tenente di cavalleria e arruolandosi nel Reggimento Croato-Slavonico degli Ussari di Frontiera (Kroatisch-Slawonisches Grenz-Husaren-Regiment). Si distinse durante le guerre contro la Francia rivoluzionaria. Fu rapidamente promosso capitano e assegnato alla regione dell'Alto Reno.
Come ufficiale dell'arciduca Carlo d'Asburgo-Teschen, combatté durante le Guerre rivoluzionarie francesi contro Napoleone Bonaparte e fu intendente di Josef Radetzky in Turingia. Partecipò nelle campagne durante la Guerra di Sassonia e come colonnello di un reggimento scelto austriaco a Waterloo.
Nel 1814 fu promosso brigadiere generale, e, prima insignito dell'Ordine militare di Maria Teresa e poi dell'Ordine della Corona Ferrea. Coudiuvò l'armata di Johann Maria Philipp Frimont e Johann Friedrich von Mohr nell'Italia centrale contro i rivoluzionari del generale Guglielmo Pepe, assediando e conquistando le città di Rovigo e Fiorenzuola, punti cardinali della resistenza liberale.
Nel 1825 fu promosso generale maggiore e inserì nell'esercito austriaco il copricapo di nuova foggia polacca sciaccò, molto appariscente ed elegante ma poco pratico, ma molto ambito dai militari europei.
Fu poi promosso feldmaresciallo e generale maggiore.  Testimone su se stesso di un'importante crisi spirituale, entrò a far parte dell'Ordine Teutonico impegnandosi a fondo nella scoperta di reliquie di martiri per donarle al Duomo di Santo Stefano di Vienna. Entrò così in contatto con Wilhelm Emmanuel von Ketteler e Melchior von Diepenbrock, che gli procurarono le reliquie di San Gastone di Sigmaringen e Santa Priscilla. Andò così incontro alle rimostranze del pontefice Pio VII e del vescovo riformatore giuseppista Wenzel Leopold Chlumčanský von Přestavlk, che lo consideravano un pazzo fanatico. Le sue difese furono prese dal vescovo e teologo Sigismund Anton von Hohenwart, che elaborò la teoria di un cattolicesimo puro, di ritorno alle origini, e al culto dei santi, allora mal visto dalle correnti riformatrici del cattolicesimo.
Nei suoi ultimi anni di vita, fu governatore della Moravia e membro del Congresso di Francoforte come rappresentante velato per la reazione e commissario politico dell'imperatore. Fu però scoperto il suo ruolo dal liberale Friedrich von Hegnenberg-Dux, che ne decretò l'esclusione dal congresso.